# ナショナル ジオグラフィック (テレビチャンネル)
ナショナル ジオグラフィック（National Geographic、略称: ナショジオ、Nat Geo、Nat Geo TV）は、アメリカの有料テレビネットワークであり、ウォルト・ディズニー・カンパニー（73％）とナショナル ジオグラフィック協会（27％）の合弁会社であるナショナル ジオグラフィック・パートナーズが所有するチャンネルである。親会社はディズニー・エンターテインメントのナショナル ジオグラフィック・グローバル・ネットワークスが行っている。
ナショナル ジオグラフィックやその他の制作会社が制作したノンフィクションテレビ番組を放送する。ヒストリーチャンネルやディスカバリーチャンネルと同様に、自然、科学、文化、歴史などに関わる事実に基づいた内容のドキュメンタリーに加え、一部のリアリティ番組や疑似科学的なエンターテイメント番組を放送している。

## 歴史
- 1963年、番組制作会社「ナショナル グラフィック テレビジョン」を設立したが、まだ専門チャンネルはなかった。
- 1997年、ナショナル グラフィック テレビジョン、ニューズ・コーポレーション（現・ウォルト・ディズニー・カンパニー）傘下のフォックス・エンターテイメント・グループ（現・ウォルト・ディズニー・スタジオ）、NBCによりナショナル ジオグラフィック チャンネル設立。
- まずは、ヨーロッパとオーストラリアで放送を開始。2001年にはアメリカ合衆国、2002年には日本でも放送を開始した。
- 2019年11月12日からはアメリカとカナダにてサービスを開始した動画配信サービス「Disney+」でも主要番組・作品を配信している[2]。

## 日本での放送
- スカパー!プレミアムサービス（ハイビジョン放送の衛星一般放送事業者は、スカパー・ブロードキャスティング → スカパー・エンターテイメント）、スカパー!（東経110度CS放送）（衛星基幹放送事業者は、ビーエスFOX → スカパー・エンターテイメント）の他、ケーブルテレビを通じて視聴可能。また、スカパー!（東経110度CS放送）のスカチャンや、BSデジタル放送のTwellVに番組を提供しており、この両チャンネルではハイビジョンで視聴可能である。
- ステーションブレイクや番組宣伝CM等では『ナショジオ』の略称を使用している。
- なお、ナショナルジオグラフィックチャンネルで制作された番組の一部はかつて、BS11で『ナショジオ・プレミアム』（日曜22:00～23:00）として放送されていた。

### 沿革
- 2001年12月 - ニューズ・ブロードキャスティング・ジャパン（現・ウォルト・ディズニー・ジャパン）により、スカイパーフェクTV!（現・スカパー!プレミアムサービス（標準画質））で「FOX NEWS/NATIONAL GEOGRAPHIC CHANNEL」として放送開始。
- 2002年8月 - FOX NEWSを分離して、ナショナル ジオグラフィック チャンネルの24時間放送を開始した。
- 2009年
  - 4月1日 - 「ひかりTV」にて「ナショナル ジオグラフィック チャンネル HD」の放送、および、日本デジタル配信（JDS）での配信を開始。
  - 10月1日 - スカパー!HD（現・スカパー!プレミアムサービス）・スカパー!光HD（現・スカパー!プレミアムサービス光）でも放送開始した。
- 2013年
  - 4月1日 - スカパー!の衛星基幹放送事業者をハリウッドムービーズからビーエスFOXに変更。
  - 4月2日 - スカパー!にて16:9（1.78:1）の画角情報を付加し、フルサイズのSD放送を開始した。
  - 6月30日 - スカパー!プレミアムサービス光にて標準画質放送を終了し、ハイビジョン放送に完全移行した。
- 2014年5月31日 - スカパー!プレミアムサービスにて標準画質放送を終了し、ハイビジョン放送に完全移行したが、スカパー!および一部のケーブルテレビ局は標準画質のみで継続された。
- 2016年
  - 3月1日 - 日本テレビグループの動画配信サービス「Hulu」にて本チャンネルのリアルタイム配信を開始[3][4]。
  - 11月15日 - チャンネル名称を「ナショナル ジオグラフィック」に変更した。
  - 12月1日 - スカパー!プレミアムサービスの衛星一般放送事業者が、スカパー・ブロードキャスティングからスカパー・エンターテイメントに変更された。
- 2017年7月1日 - チャンネル名称を「ナショナル ジオグラフィック 未知の自然・宇宙・歴史」に変更。
- 2018年
  - 1月30日 - NTTドコモの映像サービス「dTVチャンネル」にて本チャンネルの同時配信を開始[3][5]。
  - 8月28日 - スカパー!での放送を、標準画質からハイビジョン画質に変更。
- 2020年6月11日 - 同日から日本でサービス開始したDisney+で『フリーソロ』や『宇宙の奇石』など、本チャンネル制作の人気番組や作品の配信を開始した[6][7]。
- 2021年
  - 2月1日 - チャンネル名称を「ナショナル ジオグラフィック」に再変更。
  - 7月31日 - dTVチャンネルでの配信を終了。
  - 9月30日 - Huluでのリアルタイム配信を終了[8]。
- 2023年3月31日 - 他のディズニー系3チャンネル[9]と共にひかりTVでの配信を終了[10]。

## 主な番組
万人向けである本家の雑誌版とは異なり、テレビ向けの番組となっている。米国でも雑誌版とは全く別ものと見なされている。
日本での放送は2001年の放送開始当初からしばらくは米国と同様の番組編成であったが、2009年頃から日本独自の編成となった。本国で放送されている番組のほとんどが日本のチャンネルで放送されているが、日本の視聴者の特性に合わせた編成になっている。
自然・動物
- スゴ腕どうぶつドクター
- 一攫千金！巨大マグロ漁
- スネーク・シティ
- ザ・カリスマドッグトレーナー ～犬の気持ち、わかります～（英語版）
- 密着!ハイウェイレスキュー
- 獣医ミシェルの日常
- Dr.K エキゾチック動物専門医
- ジョヤ先生 デルマなアニマルドクター
- ファームドリーム 農場お助け仕事人

宇宙・科学
- コスモス
- コスモス：時空と宇宙
- コスモス：いくつもの世界
- 宇宙の奇石
- 宇宙へ 〜冷戦と二人の天才〜
- スター・トーク
- ハイテクのルーツ
- 巨大建造物
- 世界の巨大工場
- バ科学
- 脳トリック

歴史・文化・ミステリー
- 仰天！海の底まる見え検証
- 密着! ドバイ国際空港
- ナチス・ドイツの巨大建造物
- D-Day：史上最大の作戦
- 非科学的超常現象を解明せよ!（都市伝説～超常現象を解明せよ！）
- あなたの知らない世界史

探検・冒険
- ランニング・ワイルド with ベア・グリルス
- フリーソロ
- ゴードン・ラムゼイ：秘境の青空キッチン

社会・時事
- メーデー!:航空機事故の真実と真相
- 衝撃の瞬間
- 史上最悪の地球の歩き方
- ホット・ゾーン
- 地球が壊れる前に

 自動車・バイク 
- カー・SOS 蘇れ!思い出の名車
- スーパーカー大改造
- トップ・ギア
- トップ・ギア USA